# Хотунє
Хотунє (словен. Hotunje) — поселення в общині Шентюр, Савинський регіон, Словенія. 
Висота над рівнем моря: 309,8 м.